# Grand Prix Luksemburga Formuły 1
Grand Prix Luksemburga Formuły 1 – organizowany w latach 1997 – 1998 na torze Nürburgring wyścig Formuły 1. Tak naprawdę wyścig ten nie był organizowany w Luksemburgu, a przyjął tę nazwę dlatego, że w 1997 roku wyścig o Grand Prix Niemiec był organizowany na torze Hockenheimring, a Grand Prix Europy na torze Circuito Permanente de Jerez (podobna sytuacja miała przez długi okres miejsce z Grand Prix Włoch i Grand Prix San Marino). W roku 1998 tor w Jerez nie organizował już Grand Prix Europy, ale mimo to zawody na Nürburgringu nadal organizowano pod nazwą Grand Prix Luksemburga. Po sezonie 1998 nazwa Grand Prix Luksemburga zniknęła z kalendarza Formuły 1.

## Zwycięzcy Grand Prix Luksemburga
| Sezon | Kierowca           | Konstruktor      | Tor         |        |
| ----- | ------------------ | ---------------- | ----------- | ------ |
| 1997  | Jacques Villeneuve | Williams-Renault | Nürburgring | Wyniki |
| 1998  | Mika Häkkinen      | McLaren-Mercedes | Nürburgring | Wyniki |
| Sezon | Kierowca           | Konstruktor      | Tor         |        |

Liczba zwycięstw (kierowcy):
- 1 – Mika Häkkinen, Jacques Villeneuve

Liczba zwycięstw (producenci podwozi):
- 1 – McLaren, Williams

Liczba zwycięstw (producenci silników):
- 1 – Mercedes, Renault